# Erkenningscommissie voor beroepsjournalisten
De Erkenningscommissie voor beroepsjournalisten (Frans: Commission d’agréation au titre de journaliste professionnel) is een Belgische commissie.

## Omschrijving
De commissie, onderverdeeld in een Nederlands- en Franstalige afdeling, regelt de erkenning en bescherming van de titel van beroepsjournalisten in België, ingesteld door de wet van 30 december 1963. De commissie valt onder de verantwoordelijkheid van de kanselarij van de eerste minister van de federale regering en is paritair samengesteld uit vertegenwoordigers van de beroepsorganisaties van uitgevers en journalisten, met name de Algemene Vereniging van Beroepsjournalisten in België (AVBB) en de Belgische Vereniging van de Dagbladuitgevers (BVD).
Journalisten die minimaal 21 jaar zijn en twee jaar actief zijn kunnen zich laten erkennen als beroepsjournalist. Zij dienen hierbij aan te tonen dat hun journalistieke activiteiten hun hoofdinkomen vormen. Wie door de commissie erkend wordt, ontvangt een perskaart, afgeleverd door het Ministerie van Binnenlandse Zaken, die haar toegang verschaft tot persconferenties van bedrijven, overheden en Europese instellingen. Daarnaast beschermt deze erkenning hen tijdens betogingen en manifestaties en stelt het hen in de mogelijkheid zich te beroepen op de bescherming van bronnen tijdens ondervragingen door de politie. Ten slotte verschaft de erkenning de journalisten de toegang tot juridisch, sociaal en deontologisch advies van de VVJ, de AJP en de AVBB.

## Structuur
Het secretariaat van de commissie is gevestigd in de Zennestraat 21 te Brussel, het postadres bevindt zich in de Wetstraat 155 te Brussel.

### Voorzitters
| Nederlandstalige afdeling | Nederlandstalige afdeling |
| Tijdspanne                | Voorzitter                |
| ------------------------- | ------------------------- |
| ...                       |                           |
| 1999 - 2018               | Raymond De Craecker       |